# Lilianna Kiejzik
Lilianna Kiejzik – polska filozofka, tłumaczka, profesor.

## Życiorys

### Wykształcenie
Studia magisterskie odbyła i obroniła dysertację kandydacką (odpowiednik polskiego doktoratu) nt problemu człowieka w strukturalizmie francuskim i filozofii marksowskiej na Rostowskim Uniwersytecie Państwowym (Rosja). W 1998 r. obroniła rozprawę habilitacyjną (ros. dysertacja doktorska) nt. kulturoznawczych idei Władimira Sołowjowa na Wydziale Filozoficznym Państwowego Uniwersytetu w Rostowie nad Donem.

## Praca zawodowa
Obszar jej kompetencji badawczych to historia filozofii: religijna filozofia rosyjska, zagadnienia francuskiego strukturalizmu, problematyka „kwestii kobiecej” w filozofii. Pracuje w Uniwersytecie Zielonogórskim, gdzie w latach 2005–2017 pełniła funkcję dyrektora Instytutu Filozofii. W 2012 r. otrzymała tytuł profesorski z rąk prezydenta RP, Bronisława Komorowskiego.
Lilianna Kiejzik prowadzi pierwszy polskojęzyczny serwis internetowy poświęcony filozofii rosyjskiej.
Jest także członkinią Komisji Bioetyki przy Okręgowej Izbie Lekarskiej Województwa Lubuskiego,  ekspertem NCBiR oraz tłumaczem przysięgłym języka rosyjskiego.

## Życie prywatne
Miłośniczka jamników, pomaga jamnikom niczyim.

## Publikacje
Monografie
- Włodzimierz Sołowjow, Zielona Góra 1998.
- Filozofia w schematach pojęciowych. Dla laików i nie tylko (współautor. R. Sapeńko), Toruń 2000.
- Sergiusza Bułgakowa filozofia wszechjedności, Warszawa 2010[2][3][4].
- Kobiety w filozofii. Filozofowie o kobietach: eseje subiektywne, Zielona Góra 2012.
- Sergiusz Bułgakow i filozofowie Srebrnego Wieku. Rozważania o przyjaźni, Warszawa 2015.
- „Мне надо, чтобы моя жизнь имела кукую-нибудь цель и смысл”. Клавдия Флоровская к братьям Георгию и Антонию Флоровским, współautor N. Orlova, Zielona Góra 2019.
- Прториерей Георгий Флоровский. Письма к брату Антонию, Moskwa 2021.
- Юлия Махновец. Трудный век жизни в письмах и документах, współautor N. Orlova, Zielona Góra 2021.
- Kobiety w filozofii rosyjskiej. Filozofowie rosyjscy o kobietach. Ciąg dalszy esejów subiektywnych, współautor N. Orlova, Zielona Góra 2021.
- Drugi plan, czyli kobiety w filozofii rosyjskiej. Losy – twórczość – działalność, współautor N. Orłowa, Zielona Góra 2021.

Redakcje naukowe
- Niemarksistowska filozofia rosyjska. Antologia tekstów filozoficznych XIX i pierwszej połowy XX wieku, cz. 1 i 2, Łódź 2001, 2002.
- Polskie badania filozofii rosyjskiej. Przewodnik po literaturze. Część pierwsza. Pod redakcją Lilianny Kiejzik i Jacka Uglika. Warszawa: Fundacja Aletheia, 2009. ISBN 978-83-87045-63-2. (pol. • ros.). Brak numerów stron w książce
- Polskie badania filozofii rosyjskiej. Przewodnik po literaturze. Część druga. Pod redakcją Lilianny Kiejzik i Jacka Uglika. Warszawa: Wydawnictwo IfiS PAN, 2012. ISBN 978-83-7683-052-0. (pol. • ros.). Brak numerów stron w książce
- Palamas, Bułgakow, Łosiew. Rozważania o religii, imieniu Bożym, tragedii filozofii, wojnie i prawach człowieka, Warszawa 2010.
- Aleksy Łosiew, czyli rzecz o tytanizmie XX wieku, Warszawa 2012.
- Redakcja naukowa serii: Filozofia rosyjska. Teksty. Tu rozprawy: 1) Gustaw Szpet, Zjawisko i sens, przeł. B. Żyłko, Warszawa 2018; 2) Aleksy Łosiew, Dialektyka mitu, przeł. R. Sapeńko, Warszawa 2019; 3) Leon Petrażycki, Czym jest prawo?, przeł. Lilianna Kiejzik, Warszawa 2020; 4) Ernest Radłow, Zarys filozofii rosyjskiej, przeł. J. Kroczak, Warszawa 2020.

Artykuły w pracach zbiorowych
- Lilianna Kiejzik: Wszechjedność jako symbol. W: Symbol w kulturze rosyjskiej. Redakcja naukowa: Krzysztof Duda, Teresa Obolevitch; Recenzenci: prof. dr hab. Anna Raźny, prof. dr hab. Paweł Taranczewski. Kraków: Wydawnictwo WAM, 2010, s. 91–113, seria: Humanitas. Studia Kulturoznawcze. ISBN 978-83-7505-620-4. Cytat: Książka powstała w związku z międzynarodową konferencją „Symbolizm w filozofii rosyjskiej” zorganizowaną przez Wydział Filozoficzny Wyższej Szkoły Filozoficzno-Pedagogicznej „Ignatianum” w Krakowie (13–14 maja 2010). (pol.).
- Lilianna Kiejzik: A.F. Łosiev v perepiske o. Georgiâ Florovskogo s bratom Antonom. W: Filosof i ego vremâ: K 125-letiju so dnâ roždeniâ A.F. Łoseva. XVI Łosevskie čteniâ. Redakcja: E.A. Taho-Godi, Moskva: Departament kul’tury goroda Moskvy, Biblioteka „Dom A.F. Łoseva” et al., 2019, s. 780–788 (ros.).
- Lilianna Kiejzik: „Naša žizn’ zdes’ ponemnogu nalaživaetsâ, hotâ ešče ne vse âščiki otkryty...” Klavdiâ Vasil’evna Florovskaâ v gody emigracii. W: Ženščiny i mužčiny v migracionnyh processah prošlogo i nastaâščego, Šred. N. L. Puškareva, I. O. Dement’ev, M.G. Šenderjuk. č. 2, Moskva – Kaliningrad: Insttitut etnologii i antropologii im. N. N. Mikluho-Maklaâ PAN, 2019, s. 438–440 (ros.).
- Lilianna Kiejzik: Dlaczego w Rosji nie było wielkich filozofek? Rozważania o czasach powstania i rozwoju rosyjskiej filozofii systematycznej w drugiej połowie XIX i pierwszej połowie XX wieku. W: Kobiety w Europie Środkowo-Wschodniej w perspektywie interdyscyplinarnej, 2020 / red. Magdalena Orczykowska, Warszawa: Wydawnictwa Uniwersytetu Warszawskiego, Warszawa 20202, s. 139–150. (pol.).
- Lilianna Kiejzik: O początkach petersburskiej szkoły filozofii prawa, czyli o przekraczaniu granic. Studium przypadku Leona Petrażyckiego. W: Czym jest prawo? / Leon Petrażycki; wstęp i tłum., 2020, Warszawa: Wydawnictwo IFiS PAN (Filozofia Rosyjska. Teksty, t. 3), s. 7–26 (pol.)

Przekłady książkowe
- Włodzimierz Sołowjow, Rosyjska idea, Zielona Góra 2004.
- Lew Karsawin, Wschód, Zachód i rosyjska idea, Zielona Góra 2007.
- Aleksy Łosiew, Filozofia rosyjska, Zielona Góra 2007.
- Sergiusz Bułgakow, Mój kraj rodzinny i inne pisma o Rosji i narodowości, Zielona Góra 2009.
- Leon Petrażycki, Czym jest prawo?, Warszawa 2020.